# Aleph (宗教団体)
Aleph（アレフ）は、日本の宗教団体。破産したオウム真理教に代わり2000年（平成12年）2月4日にアレフとして発足。その後2003年2月にアーレフに、2008年（平成20年）5月にAlephに改称。2025年現在は、「人格のない社団Aleph」へと名称を変更している。
前身のオウム真理教が1995年までに起こしたオウム真理教事件を理由として、無差別大量殺人行為を行った団体の規制に関する法律（団体規制法）に基づく観察処分を受けている。また、日本国内では宗教法人として認証をされていない（権利能力なき社団）。
この法人はびっくりドンキーなどの運営法人「株式会社アレフ」とは関連がない。

## 名称について

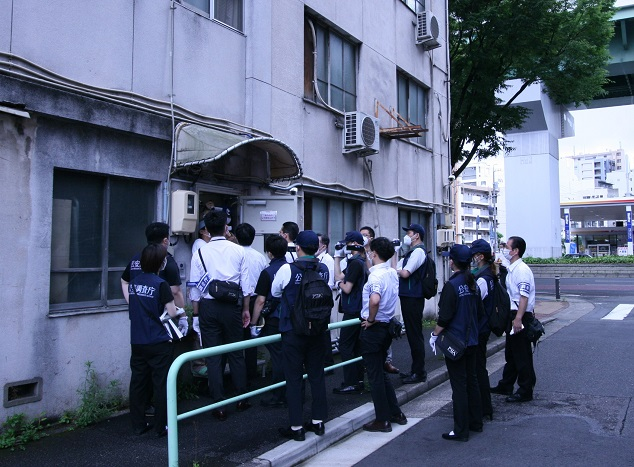
公安調査庁による名古屋施設に対する立入検査（2022年7月）

オウム真理教事件の後、法人としてのオウム真理教は破産し、破産管財人からその名称の使用を禁止されたために、「アレフ」、後に「アーレフ」に改称し、さらに「Aleph」（日本語での発音はアレフ）に改称した。アーレフないしアレフとはヘブライ文字の第一文字 א の名称で、「一から出直して再出発するためこの名称とした」と説明されたが、後に警視庁の押収資料から麻原彰晃自身が逮捕される前に決定していたことが判明した。
団体名称は「Aleph」であり、「オウム真理教」の名称は使用していない。しかし公安調査庁は、無差別大量殺人行為を行った団体の規制に関する法律（団体規制法）の観察処分の対象団体を正式には「麻原彰晃こと松本智津夫を教祖・創始者とするオウム真理教の教義を広め、これを実現することを目的とし、同人が主宰し、同人及び同教義に従う者によって構成される団体」としており、これを略して「オウム真理教」と通常は記載している。これには、アーレフないしAlephは完全に含まれ、その他の分派も含まれる可能性が高い。
2007年3月にアーレフを脱退した上祐史浩が同年5月に設立した「ひかりの輪」についても、公安調査庁は団体規制法に基づく観察処分対象としている（一方、東京地方裁判所は、麻原を批判する「ひかりの輪」については、「ひかりの輪とアレフの性格は相当に異なるものとなっている」「ひかりの輪とアレフは対立関係にあると評価することができる」と事実認定しており〈観察処分取消訴訟における2017年9月25日の判決〉、元公安調査官を含む有識者が構成する外部監査委員会も「ひかりの輪」には観察処分対象とする理由がないとの見解を示している）。上祐のアーレフ脱退以降は、アーレフないしAlephの活動を特に区別する場合、公安調査庁は「オウム真理教主流派」、「教団主流派（反上祐派）」といった表現をもちいている。2010年10月には新拠点と目される東京都足立区で足立区反社会的団体の規制に関する条例（アレフ規制条例）が制定され、規制対象となっている。
また、マスコミでは現在でも「オウム真理教（アーレフ）」「オウム真理教（アレフ）」のように、「現在はアレフに改称」などと注釈をいれつつオウム真理教を前面に出して報道している。前述のように団体規制法とそれによる公安調査庁の観察処分を前提として、アーレフないしAlephの活動を「オウム真理教の活動」と報道することが主流となっている。一般論としてはマスコミが特定の団体などの固有名詞について旧名称のまま報道することはほとんどないため、極めて例外的ではある。『A』など教団に関するドキュメンタリー作品を発表しているドキュメンタリー監督の森達也は、マスコミは言葉の使い方に作為や意図があることに対して無自覚になっていることが一番危険だと指摘している。

## 来歴

### アレフ発足前後
1999年頃より、一連の事件に対して全く反省していないオウム真理教に批判が集中した。これにより、無差別大量殺人行為を行った団体の規制に関する法律（オウム新法）が制定されることになった。
1999年9月29日、教団は、批判に対応した措置として、対外的な宗教活動の休止と教団名の一時使用停止からなる「オウム真理教休眠宣言」を発表し、さらに同年12月1日、教団は新法逃れのために「正式見解」を発表、事件の関与を認め謝罪し、賠償を行うことになった。しかし、その直後にオウム新法は成立し、公布・施行された。
時同じくして1999年12月29日、上祐史浩は広島刑務所を出所し、教団に復帰した。上祐は「正大師」の称号を返上したとされ、2000年1月18日に教団は会見を開き、上祐の謝罪・反省の弁と村岡代表代行による教団改革の発表を行ったが、時は既に遅く、教団はオウム新法の観察処分に処されることになった。ともあれ、発表された教団改革の内容にあわせ、2000年2月に新団体「宗教団体・アレフ」が発足され、教団の活動はアレフへと移行した。アレフの初代代表には、麻原逮捕後からオウム真理教代表代行を勤めてきた村岡達子がそのまま就任した。
2000年9月14日の公安調査庁によるアーレフ施設の立入検査にあたっては、教団と関係の深いフリージャーナリストに検査の動向を撮影させるなど、当初は立入検査における妨害行為や敵対行為もあった。

### 上祐史浩の代表就任
上祐は教団復帰直後の新団体「アレフ」発足においてこそ教団役員にならなかったが、「正大師」という立場を背景に実権を握った。2001年8月に「旧宗教法人問題担当」として役員に就任したのち、2002年1月30日に正式にアレフ代表に就任した。
上祐史浩は、組織防衛のために「麻原外し」路線を推進、麻原を「開祖」「尊師」ではなく、「旧団体代表」と定義し、麻原の肖像を本尊とすることを禁じた。この方針に、麻原を崇拝する多くの信者が反発することになった。
2003年2月に団体名を、「アーレフ」に改称した。

### 上祐「失脚」と復帰、その後の内部対立
2003年夏頃になると、上祐史浩の路線に対する不満が顕在化し、同年10月に上祐は修行に専念するとして、教団の運営は旧長老部の手に移ることになった。
2004年11月になって教団運営に復帰したが、反上祐派との対立は深まるばかりで、教団の分裂状態が加速されていった。
2006年5月には、上祐が「人を神としない、新教団を2007年2月までに作る」ことをセミナーで宣言した。2006年7月には財政面、実務面ともに教団本体からの分離分裂が行われた。
その間、麻原夫人の松本知子一家に対して「松本知子作の絵画の使用料」名目で教団が資金援助を行っていたこと、松本一家が間接的ながらも教団に影響力を与えており、そのことが上祐派の排除に繋がっていることが明らかになった。

#### 上祐脱会までの教団内派閥
代表派（M派・上祐派・J派）
教団代表である上祐を中心とした派閥。麻原彰晃外し（教団内の信者には「隠し」であると説明する。後に「隠し」ではなく本当に外した）、旧オウム色からの脱却を図って活路を見出そうとする。事件が再発しないことを強く主張する。
主流派（反代表派・反上祐派・A派）
教団の大多数を占める。麻原への「帰依」を打ち出し、あくまでも旧オウムの教義を守ろうとするため、代表派からは「原理主義」と批判されるものの、事件の再発を防ぐ意図については、代表派と同じである。
「A派」の「A」はアーチャリー（松本麗華）のA。
代表派（上祐派）に対する各正悟師の立場は以下の通りである。
村岡達子
もともと強硬な反上祐派であったが、四女派に転じた（教義上の違いがあっても上祐派を受け入れ、教団の分裂を避ける派）。

杉浦茂
法律部門も担当するため、教団運営の個々の方針に関しては上祐の社会融和路線を是としているが、翻訳担当として教義を管轄する立場からは、上祐の唱える新教義に対して否定している。個々それぞれに思うように行動すればいい、という主張であり、特に一派をなしていない。
杉浦実
教義的に上祐の新路線は受け入れられないが、教団分裂という事態そのものに対して憂慮。一時期、自主的に修行に入り、教団の混乱に関わらないようにした。復帰後は中間派として、教団内の対立状態を緩和しようとする。教団の経理担当として、上祐派としての分離的な活動には資金を提供せず、あくまでも教団本体は正統派であるという立場を貫いており、この点から中間派は立場的には明らかに非上祐であるといえる。
野田成人
桃源クリーム事件のため拘留、執行猶予付き判決となり、この間の対立には直接関与していない。主流派であるものの、当初は上祐的な活動方針を容認していたこともあった。反上祐的な立場をそれほど明確にはしていないとされていた。また、野心の強い人物であると教団内で認識されることが多い。主流派の代表に就任した。

### 上祐派「脱会」とさらなる内部対立
2007年5月7日、上祐史浩は新団体「ひかりの輪」を設立し、アーレフから完全に脱会した。これに伴って公安調査庁に提出された報告書によれば「ひかりの輪」は上祐史浩を代表役員に据え、主流派（反上祐派）は上田竜也・杉内伸浩を共同幹事とした
。
上祐派脱会後も内部対立は続き、新代表の野田成人は主流派から完全に無視されており後に脱会、杉浦兄弟も脱会、村岡達子も実質的運営から排除され、現在では「師」レベルの主流派幹部が実権を握っている。

### 事件以前の教義への回帰
2007年9月30日、『JNN報道特集』においてアーレフへの長期潜入取材による特集が報道された。フリージャーナリストが2006年から2007年8月にかけて潜入して撮影した映像を主体としたものであった。

そこでは、上祐派脱会後に教団内で麻原信仰が強化され、麻原彰晃を教祖・グルとして信仰し教育していく旨の教団幹部の発言や、アーレフ発足時に封印したはずのタントラ・ヴァジラヤーナやポアについて麻原が説法するビデオが教材として用いられている様が報じられた。また、ヘッドギアを使用する信者の映像も報じられた。これらの映像をもとに滝本太郎弁護士や公安調査庁の担当課長による危機感を表明するインタビューが併せて放映され、また、野田成人は教義におけるタントラ・ヴァジラヤーナの復活について、制止するだけの実権がないとして、報道を歓迎するむねコメントした。一方、野田から実権を握ると名指しされた荒木浩広報部長は取材を拒否した。

### 「Aleph」への改称と新体制発足
2008年5月20日、教団は名称の「Aleph」への改称、および旧役員に代えて合同会議による教団運営を主要な内容とする新体制発足を発表した。合同会議は運営委員会が主宰し、その共同幹事である上田竜也と松下孝寿が教団を対外的に代表するとしている。さらに、これまで新代表を名乗ってきた野田成人に対し、教団役員の地位の失効と代表地位の無効を通告した。
新体制発足により、活動方針には麻原回帰の傾向がみられるとして公安当局は警戒しているという。

### 勢力拡大と原点回帰
2011年11月17日、Alephが公安調査庁に報告した信徒数が1000人を超えたことが明らかとなった。公安は「事件を知らない若い入会者の伸びが目立つ」と指摘、警戒している。さらに、Alephは麻原彰晃の「生誕祭」を祝い、肖像を掲げるようになっている他、以前の修行法や教本も復活させるなど原点回帰も鮮明になっているという。公安調査庁の立入検査には非協力的で、2013年には公安調査官や滝本太郎弁護士、オウム真理教に関する書籍の著者など、敵対する者の写真を複数枚重ねて日本刀を模したナイフで串刺しにしたものを祭壇に置くなどしていた。
スピリチュアルブームや社会不安を追い風に年200人規模で勢力を拡大し、2013年7月1日公安調査庁の発表によると、ひかりの輪と合算した信徒数は2011年10月の1500人から1650人と約10%増加し、2000年の信徒数まで戻した。ただし出家信徒は、組織統制の強化に伴う組織運営に不満を持つ者などが多数脱会したことなどから、減少傾向にある。またAleph側によると、信徒数はこの間減少しているが、公安調査庁は退会者（Aleph、ひかりの輪どちらにも属していない）であっても、偽装退会と見なした人員を信徒数に計上しているとのことである。
公安調査庁によれば、Alephの最近の勧誘方法は以下のようなものがある。
1. 大学構内の掲示板上にて大学非公認のサークルの案内として掲示し、さらに学生に対して声かけを行う。
2. インターネットのSNSなどを利用し、宗教、ヨーガ等に興味を持つ者と接触を試み、教団名を隠して接近し教団が運営するヨーガ教室に誘い出す。
3. 信徒の親族に対し、入会するよう執拗に説得を試みる。

その他、東日本大震災による福島第一原発事故に関連し、Alephの修行で放射線被害は乗り越えられると主張している。教団のヴァジラハーサ師によれば、Alephが実践するアーサナ（体位法）やウインド・トレーニング（独自の気功法）、ムドラー（霊的覚醒の技法）など修行によって、身体のヴィヤーナ気（オーラ）を強めることで肉体が放射線から守られる可能性は高まる、あるいは、被爆後2-3週間以内に出る症状である免疫力の低下や貧血、出血に対しては、骨髄機能を活性化させるための修行であるクンダリニー・ヨーガが一定の効果があると主張している。

### 金沢支部の分派化
ひかりの輪によると、Aleph内では、麻原彰晃の次男を復帰させる動きを見せる麻原の妻松本明香里（松本知子）・二ノ宮耕一ら主流派と反対派が対立。この内紛の中、2014年頃から山田美沙子率いる金沢支部は独立行動をとるようになり、事実上分派化した。この分派は「山田らの集団」と呼ばれる（公安調査庁の定めた便宜上の呼称であり、正式な団体名は不明）。

### アレフによる違法行為の可能性
また、ひかりの輪は、アレフには①著作権侵害の問題と②「賠償逃れ」のための強制執行妨害罪の疑いがあり、これら二つの刑事訴追がなされる可能性があると指摘している。
すなわち、もともとオウム真理教が所有していた著作物（麻原の説法等の「法人著作」）の著作権は、オウム真理教が破産した後、オウム真理教破産管財人（阿部三郎弁護士）を経て、オウム事件の被害者団体であるオウム真理教犯罪被害者支援機構に譲渡されていたが、アレフは、同機構に無断でそれらの著作物を複製・頒布・販売したため、2012年に同機構から裁判所に調停の申立てがなされている（ひかりの輪は、アレフの著作権侵害行為をやめさせることによって、オウム・アレフの教義の流布を防ぐために、同機構に協力しており、そのことは東京地方裁判所によっても認定されている）。今後著作権侵害が立証されれば、同侵害は刑事犯罪でもあるため、アレフに対する刑事訴追の可能性が生じるとひかりの輪は主張している。
さらに、アレフが同機構に対して10億円以上の賠償金を支払う義務があることは、すでに2020年11月の最高裁判所の決定によって確定しているにもかかわらず、アレフは賠償金を一向に支払わず、「賠償金支払いを免れるための悪質な資産隠し」（公安調査庁幹部談）をし続けており、それが強制執行妨害罪という刑事犯罪にあたる可能性もあると、ひかりの輪は指摘している。

### 麻原の次男が教団を裏から支配しているとの疑惑
以上のような強硬路線をとるアレフ教団を裏から支配しているのが麻原の次男であるという告発が、元アレフ幹部によって、2024年10月頃からネット上で次々と公表されるようになった。
前記の通り、麻原の次男をアレフ教団に復帰させようとする動きは2014年頃から始まっていたが、上記告発によれば、麻原の次男は2024年の時点で教団を裏から主導し（法律で義務付けられている公安調査庁への教団構成員としての報告をせずに主導し）、「私は二代目教祖」と述べ、自らのことを麻原を継ぐ「グル」（霊的指導者）と位置づけているといい、それを裏付ける次男の声とされる音声データもネット上で公表されている。
そして、麻原の次男は、アレフ教団に義務付けられている教団資産の公安調査庁への報告をしないよう教団に圧を加えることによって、アレフ教団に対する再発防止処分（寄付の受領や一部施設の使用を禁止する処分）を招く原因を作ったと告発されている。
この告発について、ひかりの輪は、「これまでの麻原家族の教団の裏支配の経緯を踏まえるならば現実味があり、この告発通りであれば、アレフがオウム事件被害者への賠償金の支払いを拒否している原因として、次男の関与が強く推測されることになります。公安調査庁への報告をしなくなったのは、教団資産の報告を回避することによって、賠償金が強制的に回収される事態を防ぐ意図があるからだと考えられているからです（公安調査庁は「賠償逃れのための資産隠し」だと指摘しています）。なお、アレフの違法行為は、被害者賠償の拒否、資産隠し、強制回収の妨害だけでなく、正体を隠して陰謀論を説く詐欺的な布教活動などもありますが、これらにも、信者に対する絶対的権力を有する次男の関与があることが強く推認されることになります」と、同団体のホームページで詳細な見解を述べている。
このような動きは一部メディアでも報道される等して注目が集まっているが、なぜ公安調査庁がこの状況を長年にわたって放置し、麻原の次男への立入検査等の調査を行わないのかとても疑問であると、上記の告発者は述べている。
2025年7月22日、公安調査庁は麻原の次男が「2代目グル」（宗教指導者）を自称し、運営を主導していると認定したと明らかにした。松本の妻も後見的に補佐する立場にあるとみている

## 関連年譜
- 2000年
  - 2月1日 - 団体規制法に基づく公安調査庁長官の観察処分（3年間）が効力発生。
  - 2月4日 - 「宗教団体・アレフ」として再編。
  - 7月1日 - ロシアで麻原彰晃こと松本智津夫の武力奪還・対日テロを図ったオウム信者逮捕。（シガチョフ事件）
- 2002年
  - 1月30日 - 上祐史浩が教団代表に就任。麻原彰晃との決別を表明。
  - 10月25日 - 『オウム問題を考える議員の会』代表世話人の石井紘基が刺殺される。
- 2003年
  - 1月23日 - 団体規制法に基づく観察処分の期間更新（2月1日から3年）決定。
  - 2月6日 - 「宗教団体・アーレフ」と改称。
  - 2月現在 - 信徒数は1251人（教団が公安調査庁に報告した数）。
  - 5月30日 - 東京道場一階入り口のドアに銃弾が撃ち込まれた穴があるのを杉並警察署の警察官が発見した。
- 2004年
  - 2月16日 - 2月27日の松本被告の一審判決を前に公安調査庁が全国の教団施設11カ所を一斉に立ち入り検査。検査動員数約200人。
  - 2月27日 - 松本智津夫に死刑判決下る。
  - 3月16日 - 和光大学が、既に合格した松本智津夫の三女を入学拒否したと発表。
  - 7月6日 - 野田成人が薬事法違反で逮捕される（桃源クリーム事件）。
- 2006年
  - 1月23日 - 団体規制法に基づく観察処分の2度目の期間更新（2月1日から3年）決定。
  - 2月7日 - 春日部共栄中学校が、既に合格した松本智津夫の次男を入学拒否した。
  - 9月15日 - 最高裁判所は特別抗告を棄却し、1審通り松本への死刑判決が確定。
- 2007年
  - 3月1日 - 野田成人が、役員会決議により上祐の後任の代表に就任したと教団内部向けに発表（主流派からは認められていない）
  - 3月5日 - 上祐代表が上祐派の60人程度とともにアーレフを脱退して、「脱麻原」を基本とする新団体を設立するという旨を公安調査庁に報告。公安調査庁は、上祐新団体に対しても団体規制法を適用するとしている。
  - 3月8日 - 上祐代表はじめ62人が教団を脱会。その後、同年5月7日に新団体「ひかりの輪」が設立される。
  - 7月 - 杉浦茂、実の兄弟が相次いで脱会。
  - 8月 - 全国8ヵ所の夏季集中セミナーで麻原彰晃の説法ビデオを連日参加者に視聴させたと報じられる[37]。
- 2008年
  - 5月 - 「Aleph」に改称。
- 2009年
  - 1月23日 - 団体規制法に基づく観察処分の3度目の期間更新（2月1日から3年）決定。
  - 3月9日 - 代表の野田成人が教団から除名された。
- 2011年
  - 7月14日 - 公安調査庁の教団施設に対する立ち入り検査を妨害したとして、公務執行妨害の容疑で、Aleph法務部幹部ら信者2人が警視庁公安部に逮捕された。
- 2012年
  - 5月30日 - ヨガ教室の入会を装いAlephへ入会させ、入会金を騙しとった容疑で、滋賀県警察本部警備部にAlephの信者3人が詐欺容疑で逮捕された[38]。
  - 1月23日 - 団体規制法に基づく観察処分の4度目の期間更新（2月1日から3年）決定。
- 2013年
  - 11月15日 - 東京都足立区にあるAlephの最大規模の拠点施設に、右翼団体「大日本友和同志会総本部」の街宣車が突っ込んだ。施設の正面玄関の門が破壊され、街宣車を運転していた男は建造物損壊の現行犯で逮捕された[39]。
  - 12月4日 - Alephに知人を無理やり入信させようとしたとして、強要未遂容疑で元オウム幹部新実智光死刑囚の妻が大阪府警察本部警備部に逮捕され[40]、その後、懲役1年6月、執行猶予4年判決を言い渡された[41]。
- 2015年
  - 1月23日 - 団体規制法に基づく観察処分の5度目の期間更新（2月1日から3年）決定。
  - 10月21日 - ロシア治安当局が、モスクワで「オウム真理教」と称する団体施設を摘発したと、大衆紙コムソモリスカヤ・プラウダが報じた。この団体はヨガの修行という名目でインターネットの交流サイトなどを利用し信者を拡大。モスクワ中心部の施設に信者が週3回集まり、断食・断眠の状態で修行し、救急車が出動する騒動などを起こしていた。ロシア国内には54か所の団体施設があり、2014年5月にも摘発を受けていた。治安当局は、市民の権利を侵害する団体を設立した疑いで捜査を始めた[42]。
- 2016年
  - 3月26日 - モンテネグロで、Aleph信者の日本人4人と55人のロシア人が現地警察特殊部隊に拘束された[43]。
  - 4月5日 - ロシア連邦捜査委員会は、ロシア国内でAleph信者団体が市民に対する暴力を伴う活動を行っていたとして、刑事事件として立件したことを発表した。10人が拘束され、開祖の書籍などが押収されたという[44]。
  - 9月2日 - 団体規制法に基づく公安調査庁の立ち入り検査の際に団体の活動に関する書類を隠したとして、同法違反の容疑で神奈川県警に信者2人が逮捕された[45]。
  - 9月20日 - ロシア連邦最高裁判所がオウム真理教をテロ組織と認定したため、これまで行ってきたロシア国内での活動が全面的に禁止された[46]。
- 2017年
  - 1月12日 - 2016年2月4日に公安調査庁が行った団体規制法に基づく立ち入り検査の際に、検査に必要な確認を受けずに施設外に出た疑いがあるとして、同法違反の容疑で愛知県警察本部警備部に信者5人が逮捕された。同日、県警などは7都府県11カ所の教団施設を一斉に家宅捜索した[47]。
  - 3月15日 - 午前5時40分頃に滋賀県湖南市平松の木造平屋建てのDVDや輸入雑貨などを販売する「VBシステム」というアレフの関連会社から出火し、住宅約100平方メートルとプレハブ小屋約30平方メートルが焼けた[48][49]。出火当時は無人でけが人はいなかった[49]。
  - 11月13日 - 仏教の勉強会を装って勧誘活動を行った際に必要な書面を交付せずに入会金を受け取ったとして、特定商取引法違反（書面不交付）の容疑で札幌市白石区や福岡市の教団施設など5カ所が北海道警察本部警備部の家宅捜索を受けた[50]。翌2018年1月19日に同容疑で信者1人が書類送検された[51]。
- 2018年
  - 1月22日 - 団体規制法に基づく観察処分の6度目の期間更新（2月1日から3年）決定[52]。
  - 2月6日 - 失業保険金150万円を騙し取って東北での活動拠点確保に使ったとして、仙台市の信者が宮城県警察本部警備部に逮捕された[53]。
  - 2月15日 - 建設会社で働いていることを隠し失業給付金約31万円を不正受給したとして、信者1人が大阪府警察本部警備部から詐欺容疑で逮捕された[54]。
  - 2月19日 - Alephの活動で使うマンションの部屋を居住用と偽り賃貸契約を結んだとして、信者1人が京都府警察本部警備部から詐欺容疑で逮捕された[55]。
  - 2月24日 - オウム真理教犯罪被害者支援機構（宇都宮健児理事長）より、未払いの賠償金10億円の支払いを求める訴訟を起こされる（Alephの保有資産は2017年段階で推定10億）[56]。
  - 7月6日 - オウム真理教の元教祖である麻原彰晃こと松本智津夫死刑囚を含めた7名のオウム真理教元幹部死刑囚の死刑執行を受け、公安調査庁が名古屋市中区、大阪市生野区にあるAlephの関連施設に立ち入り検査を行った[57]。
- 2019年
  - 7月5日 - オウム真理教の元代表松本智津夫元死刑囚の死刑執行から1年となるのを前に、公安調査庁は全国にある教団の後継団体アレフなどの7施設を一斉立ち入り検査した[58]。
  - 11月20日 - オウム真理教の後継団体アレフが、団体規制法に基づく国の観察処分を取り消すよう求めた訴訟の控訴審判決で、東京高裁は一審判決と同様に「オウムと同一性がある」と認めて処分は適法だとしてアレフ側の請求を棄却した[59]。
- 2020年
  - 1月22日 - オウム真理教犯罪被害者支援機構が、被害者への賠償が滞っているとしてアレフに未払い賠償金を求めた訴訟の控訴審判決で東京高等裁判所は原告が勝訴した一審判決を支持し、アレフに約10億2500万円の支払いを命じた[60]。
  - 3月25日 - オウム真理教の教祖だった松本智津夫元死刑囚の長男が、自身の誕生日を祝う宗教行事を拒否したのに強行されたとして後継団体のアレフと幹部らに総額4千万円の損害賠償などを求めた訴訟の判決で、東京地裁は計100万円の支払いのほか「皇子」といった尊称や長男の写真の使用差し止めを命じた[61]。
- 2021年
  - 1月6日 - 団体規制法に基づく観察処分の7度目の期間更新（2月1日から3年）決定[62]。
  - 5月10日
    - 関係のないヨガの講義を装って女性に受講の契約を結ばせたとして、信者1人が特定商取引法違反（事実の不告知など）の疑いで、京都府警察本部警備部から逮捕された[63]。
    - Alephの活動拠点として使う賃貸マンションの部屋を居住用と偽り契約したとして、信者1人が神奈川県警察本部警備部に逮捕された[64]。

  - 10月25日 - 団体規制法に基づき3か月ごとに義務づけられた活動実態の報告をしなかったとして、公安調査庁は、団体の活動を厳しく制限する「再発防止処分」を公安審査委員会に請求した[65]。11月19日、報告書が提出されたとして、同庁は再発防止処分の請求を撤回した。提出された報告書には、収益事業の資産など必要な情報の一部について記載がなかった[66]。
- 2022年
  - 12月5日 - 無関係なヨガ教室を装って受講契約を結ばせたとして、信者1人が特定商取引法違反（不実告知など）の疑いで、京都府警察公安課に逮捕された。この信者の講義には「地下鉄サリン事件は陰謀だ」などオウム真理教への抵抗感を薄れさせる内容があった[67]。
- 2023年
  - 1月30日 - 団体規制法で義務付けられた活動実態報告のうち、収益事業などについて報告していないとして、公安調査庁は、公安審査委員会に再び再発防止処分を請求した[68]。
  - 3月13日 - 公安審査委員会が再発防止処分を決定した。官報の公示翌日から6カ月間、全国13施設の全部または一部の使用と、寄付の受領が禁止される[69][70]。
  - 9月4日 - 公安審査委員会が再発防止処分の6カ月延長を決定[71]。
- 2024年
  - 1月12日 - 団体規制法に基づく観察処分の3年間更新を決定（8度目）[72]。
  - 3月11日 - 再発防止処分の6カ月延長を決定（3度目）。報告がない事業を行う事務所など3施設が新たに処分対象に追加された[73]。
  - 9月2日 - 再発防止処分の6カ月延長を決定（4度目）[74]。
- 2025年
  - 3月10日 - 再発防止処分の6カ月延長を決定（5度目）[75]
  - 7月22日 - 公安調査庁は、オウム真理教の元代表松本智津夫元死刑囚の次男が2代目「グル」（宗教指導者）を自称し、運営を主導していると認定したと発表[35][4]。